# Montjoi, Aude
Montjoi är en kommun i departementet Aude i regionen Occitanien  i södra Frankrike. Kommunen ligger  i kantonen Mouthoumet som ligger i arrondissementet Carcassonne. År 2022 hade Montjoi 40 invånare.

## Befolkningsutveckling
Antalet invånare i kommunen Montjoi
Referens: INSEE